# Komar
Komar je potok v polském dolnoslezském vojvodství tekoucí z vesnice Komarno na jih do potoka Radomierka. V květnu 1968 se potok ve vsi Komarno vylil ze svého koryta a voda se dostala do domů s ním sousedicích. Další povodeň se konala v květnu 2012 kdy se potok z důvodů silných dešťů rozlil a poničil místní komunikace.

## Průběh toku
Pramení ve vsi Komarno. Odtud se vydává podél silnice dolů na jih. U čísla 74 teče pod silnicí a pokračuje mezi domy. Zde se do něj z obou stran vlévají další potůčky. U domu číslo 52 se opět vrací k silnici. Postupně se stáčí na západ a po opuštění Komarna, proteče okrajem jeho osady Chałupy a pokračuje dále na jihozápad. Před vstupem do intravilánu obce Maciejowa se do něj zleva vlévá svodnice tekoucí také od Chałup. Komar proteče pod ulicí Józefa Nieċki a pod kostelem svatého Petra a Pavla se vlévá do Radomierky jako její pravostranný přítok.